# تاشتة زقاغة
تاشتة زوقاغة هي إحدى بلديات ولاية عين الدفلى الجزائرية.معروفة بغياب المرافق والتنمية ونقص الماء خاصة في الصيف تفتقر معظم دواويرها لشبكة الغاز والإتصال والانترنت. خاصة المناطق البعيدة عن مركز البلدية 
((دوار أولاد بلحاج)) دوار أولاد بلحاج تابع لبلدية تاشتة زوقاغة التي هي تابعة لدائرة العبادية ولاية عين الدفلى، يقع أولاد بلحاج في منحدر يبدأ من سكان غمالي وبكة وينتهي بسكان غلال ومرزوقي يوجد في اولاد بلحاج تكوين مهني معروف ولائيا يوجد إبتدائية بوضياف تقلصت زراعة القمح والشعير بسبب التوسع العمراني تم إدخال غاز المدينة سنة 2022 والإنارة العمومية وتم تعبيد الطريق ووضع شبكة الصرف الصحي و تم القضاء على معظم البنايات الهشة وهذا لايعني أن الدوار يخلو من المعاناة حيث يشهد قلة الماء في فصل الصيف عين تامدة وحدها لاتكفي، معظم سكان أولاد بلحاج يمتهنون بالقطاع العسكري بسبب غياب مناصب الشغل أو التجارة في المنطقة، سكان أولاد بلحاج عددهم قليل مايسمح الفرصة للبعض (وليس الكل) بتتبع عورات الناس والإنشغال بغيرهم والحسد والنميمة بكثرة رغم تحذيرات الشيخ حمو في المسجد، نسأل الله أني يهدينا ويهديهم هذا معروف في في تاشتة كثيرا( عسني ونعسك)..